# Präsidentschafts- und Parlamentswahl in der Dominikanischen Republik 1994
Die Präsidentschafts- und Parlamentswahl in der Dominikanischen Republik 1994 fand am 16. Mai statt. Gewählt wurden der Präsident, die 120 Mitglieder der Abgeordnetenkammer und die 30 Mitglieder des Senats.

## Ergebnis

### Präsidentschaftswahl
| Kandidaten                                                             | Kandidaten                | Stimmen   | %    | Listen                                    | Stimmen   | %    |
| ---------------------------------------------------------------------- | ------------------------- | --------- | ---- | ----------------------------------------- | --------- | ---- |
|                                                                        | Joaquín Balaguergewählt   | 1.275.460 | 42,3 | Partido Reformista Social Cristiano       | 1.263.341 | 41,9 |
| Partido Quisqueyano Demócrata                                          | Joaquín Balaguergewählt   | 1.275.460 | 42,3 | 5.416                                     | 0,2       |      |
| Movimiento de Conciliación Nacional                                    | Joaquín Balaguergewählt   | 1.275.460 | 42,3 | 2.529                                     | 0,1       |      |
| Partido Democrático Institucional                                      | Joaquín Balaguergewählt   | 1.275.460 | 42,3 | 1.882                                     | 0,1       |      |
| Partido Renacentista Nacional                                          | Joaquín Balaguergewählt   | 1.275.460 | 42,3 | 1.237                                     | 0,0       |      |
| Partido del Pueblo Dominicano                                          | Joaquín Balaguergewählt   | 1.275.460 | 42,3 | 1.055                                     | 0,0       |      |
|                                                                        | José Francisco Peña Gómez | 1.253.179 | 41,6 | Partido Revolucionario Dominicano         | 1.188.394 | 39,4 |
| Unidad Demócratica                                                     | José Francisco Peña Gómez | 1.253.179 | 41,6 | 53.990                                    | 1,8       |      |
| Partido Popular Cristiano                                              | José Francisco Peña Gómez | 1.253.179 | 41,6 | 5.793                                     | 0,2       |      |
| Bloque Institucional Socialdemócrata                                   | José Francisco Peña Gómez | 1.253.179 | 41,6 | 5.002                                     | 0,2       |      |
|                                                                        | Juan Bosch                | 395.653   | 13,1 | Partido de la Liberación Dominicana       | 395.653   | 13,1 |
|                                                                        | Jacobo Majluta Azar       | 68.910    | 2,3  | Partido Revolucionario Independiente      | 68.910    | 2,3  |
|                                                                        | Antonio Reynoso           | 22.548    | 0,7  | Movimiento Independencia, Unidad y Cambio | 22.548    | 0,7  |
| Gesamt                                                                 | Gesamt                    | 3.015.750 | 100  |                                           | 3.015.750 | 100  |
|                                                                        |                           |           |      |                                           |           |      |
| Ungültige Stimmen                                                      | Ungültige Stimmen         | 147.646   | 4,7  |                                           |           |      |
| Wähler                                                                 | Wähler                    | 3.163.396 | 87,9 |                                           |           |      |
| Wahlberechtigte                                                        | Wahlberechtigte           | 3.598.328 |      |                                           |           |      |
|                                                                        |                           |           |      |                                           |           |      |
| Quellen: Gaceta oficial, n. 9901, 14/02/1995 – Junta Central Electoral |                           |           |      |                                           |           |      |

### Parlamentswahl

#### Abgeordnetenkammer
| Parteien                             | Parteien                                                 | Stimmen   | %    |
| ------------------------------------ | -------------------------------------------------------- | --------- | ---- |
|                                      | Partido Revolucionario Dominicano                        | 1.159.430 | 39,1 |
| Unidad Demócratica                   | 70.393                                                   | 2,4       |      |
| Bloque Institucional Socialdemócrata | 7.512                                                    | 0,3       |      |
| Partido Popular Cristiano            | 7.106                                                    | 0,2       |      |
| ↳ Gesamt                             | 1.244.441                                                | 41,9      |      |
|                                      | Partido Reformista Social Cristiano                      | 1.142.335 | 38,5 |
| Partido Quisqueyano Demócrata        | 5.921                                                    | 0,2       |      |
| Movimiento de Conciliación Nacional  | 4.295                                                    | 0,1       |      |
| Partido Democrático Institucional    | 3.679                                                    | 0,1       |      |
| Partido Renacentista Nacional        | 2.786                                                    | 0,1       |      |
| Partido del Pueblo Dominicano        | 1.389                                                    | 0,0       |      |
| ↳ Gesamt                             | 1.160.405                                                | 39,1      |      |
|                                      | Partido de la Liberación Dominicana                      | 467.617   | 15,8 |
|                                      | Partido Revolucionario Independiente                     | 75.180    | 2,5  |
|                                      | Movimiento Independencia, Unidad y Cambio                | 20.261    | 0,7  |
|                                      | Movimiento por el Cambio Electoral del Distrito Nacional | 378       | 0,0  |
| Gesamt                               | Gesamt                                                   | 2.968.282 | 100  |
|                                      |                                                          |           |      |
| Ungültige Stimmen                    | Ungültige Stimmen                                        | 182.556   | 5,8  |
| Wähler                               | Wähler                                                   | 3.150.838 | 87,6 |
| Wahlberechtigte                      | Wahlberechtigte                                          | 3.598.328 |      |
|                                      |                                                          |           |      |
| Quelle: Junta Central Electoral      |                                                          |           |      |

Vgl. Fehler der Gaceta oficial, Wahlbündnisse: 1.242.040 statt 1.244.441 Stimmen und 1.160.040 statt 1.160.405 Stimmen (falsche Summierung).